# SV Возничего
SV Возничего (лат. SV Aurigae) — одиночная переменная звезда в созвездии Возничего на расстоянии приблизительно 4185 световых лет (около 1283 парсеков) от Солнца. Видимая звёздная величина звезды — от +10,3m до +9,4m.

## Характеристики
SV Возничего — красный гигант, пульсирующая медленная неправильная переменная звезда (LB) спектрального класса M1. Радиус — около 61,01 солнечного, светимость — около 800,05 солнечных. Эффективная температура — около 3930 К.